# تاماماتسو میسائو
تاماماتسو میسائو (به ژاپنی: 玉松操) یا تاماماتسو ماهیرو (به ژاپنی: 玉松 真弘 たままつ まひろ)، ۱۷ مارس ۱۸۱۰ (۲۰ آوریل ۱۸۱۰) - ۱۵ فوریه ۱۸۷۲ (۲۳ مارس ۱۸۷۲)، محقق آثار کلاسیک ژاپنی از پایان دوره ادو (اواخر دوره توکوگاوا) تا دوره میجی بود. او معمولاً با نام میسائو شناخته می‌شد. تخلص ادبی او کیکن بود.

## زندگی
او که در سال ۱۸۱۰ (بونکا ۷) به عنوان پسر دوم یاماموتو کیمیهیرو، پیشکار خانواده یاماموتو، شاخه‌ای از خانواده سایونجی، متولد شد، در معبد موریوجو-این در معبد دایگوجی راهب شد و نام بودایی یوکای را برای خود برگزید. او به عنوان دایسوزو هوین منصوب شد، اما حمایت شدید او از نظم و انضباط در معبد، انتقادهایی را به همراه داشت و در سال ۱۸۳۹ به زندگی سکولار بازگشت. او نام یاماموتو کیکن را برای خود برگزید و بعداً نام خود را به تاماماتسو میسائو تغییر داد.
او در کیوتو زیر نظر اوکونی تاکاماسا، کلاسیک‌دان ژاپنی، تحصیل کرد، اما در نهایت با استادش دچار اختلاف شد و به سنشو رفت و سپس به مانو در استان اومی بازنشسته شد. از جمله شاگردان او می‌توان به میکامی هیوبو و جیکا شیگه‌کونی اشاره کرد. در سال ۱۸۶۷، او از طریق معرفی میکامی با ایواکورا تومومی آشنا شد و محرم اسرار او شد. پس از آن، او پیش‌نویس فرمان امپراتوری برای احیای حکومت امپراتوری را که در جلسه کوگوشو ارائه شد، تهیه کرد و طرح پرچم زربفت را برای تقویت روحیه ارتش امپراتوری در آماده‌سازی برای نبرد با شوگون‌سالاری ادو ابداع کرد. او با تحصیلات و استعداد ادبی خود از فعالیت‌های ایواکورا تومومی حمایت کرد.
پس از احیای حکومت امپراتوری، او قاضی دفتر امور داخلی شد و موضعی بسیار محافظه‌کارانه اتخاذ کرد، مانند اتحاد با هیراتا تتسوتانه و دیگران برای درخواست ادغام دایگاکوریو (مؤسسه مطالعات چینی) با دایگاکوکان که بر مطالعات کلاسیک ژاپنی متمرکز بود، و به تدریج از ایواکورا و دیگران فاصله گرفت. در سال ۱۸۶۹، او عضوی از خانواده دوجو شد و به او ۳۰ کوکو حقوق خانوادگی و سه نفر حقوق پرداخت شد. وقتی پایتخت به توکیو منتقل شد، او درخواست تعویق داد و در سال ۱۸۷۰ به عنوان دکترا و معلم خصوصی در دایگاکوچو در توکیو منصوب شد، اما در اکتبر همان سال استعفا داد و از سیاست غربی‌سازی دولت ناراضی بود. او به کیوتو بازگشت و بازنشسته شد، اما اندکی پس از آن بر اثر بیماری درگذشت. در ژوئیه ۱۸۸۴، به پسرخوانده‌اش، تاماماتسو ماسایوکی، عنوان بارون اعطا شد.